# オスナブリュック大学
オスナブリュック大学（ドイツ語: Universität Osnabrück）は、ドイツ連邦共和国、ニーダーザクセン州、オスナブリュックにある国立大学である。

## 概要
1629年に創立されたイエズス会大学（ドイツ語　"Jesuitenuniversität"）を前身とする。1974年以来、オスナブリュック大学の名称となった。ウィーンのシェーンブルン宮殿を連想させる黄色の外壁が美しいオスナブリュック城が大学の本部棟にあたる（音楽学部、神学部棟）、学生数はおよそ1.4万人（2018年現在）。ドイツ連邦共和国第10代大統領クリスティアン・ヴルフの出身大学として知られている。

## 学部
社会学系専門領域
- 社会学部
- 地理学部
- 歴史学部
- 美術学部

文化学系専門領域
- プロテスタント神学部
- カトリック神学部
- イスラム神学部
- 音楽学部
- スポーツ学部

物理学系専門領域
- 物理学部
- 電気電子工学部
- 高分子学部
- ナノサイエンス学部

生物学系、化学系専門領域
- 生物学部
- バイオサイエンス学部
- 化学部
- 材料科学部

数理学系、情報科学系専門領域
- 数理学部
- 情報科学部
- 環境システム学部

言語学系、文学系専門領域
- 英文学部
- アメリカ文学部
- ドイツ文学部
- ロマン文学部
- ラテン文学部

人文学系専門領域
- 健康科学部
- 認知科学部
- 心理学部
- 哲学部

経済学系専門領域
- 経済学部
- 経済情報学部
- 国民経済学部
- 経営管理学部

法学系専門領域
- ヨーロッパ法学部
- 財政・租税法学部
- 商学・経済法学部
- 地方行政学部
- 経済刑法学部

※同大学ホームページ参照

## 大学図書館
オスナブリュック大学図書館は約164万冊の蔵書を持ち、また、約3万の電子ジャーナル、800以上のオンラインデータバンクと契約している（2018年現在）。大学図書館は「文学・語学、文化科学」、「社会科学」、「法学・経済学」、「自然科学」の4分野に応じて、それぞれ別々の4つの館に分かれている。人文科学・社会科学系の3館は市中心部にあるが、自然科学系の1館は中心部からやや離れたヴェスターベルク地区にある。学生証がコピーカードを兼ねている。

## 著名な卒業生
政治家（CDU）
- クリスティアン・ヴルフ
ドイツ連邦共和国第10代大統領（2010年－2012年）、CDU政治家、元ニーダーザクセン州知事（2003年－2010年）

政治家（SPD）
- フーヴァート・ミュラー

作家、ロック歌手
- ハインツ・ルドルフ・クンツェ

作家・ロック歌手・音楽家・ミュージカルライター・大学講師
- マルティン・シュヴァンホルツ

神学者
- ヴォルフガング・シュピッカーマン

歴史学者
- エンギン・フラット

## 国外協定校
- 日本
  - 一橋大学
  - 中央大学
  - 横浜国立大学
  - 広島大学
  - 大阪府立大学
  - 同志社大学（スポーツ学）
  - 早稲田大学（法学）
  - 神戸大学（法学）
  - 文教大学（社会科学）
- 韓国
  - 慶熙大学校
  - 梨花女子大学校
  - 京畿大学校
- 中国
  - 安徽大学
  - 合肥大学
  - 天津外国語学院
  - 四川外国語学院
  - 中国人民大学（北京）（社会科学）
  - 雲南大学（社会科学分野）
  - 華東師範大学（上海）（数学／情報学）
  - 伊犁師範学院（数学／情報学）
- 台湾
  - 東呉大学（社会科学）
- インドネシア
  - バロダ・マハラジャ・サヤジラオ大学（人間科学）
- トルコ
  - チュクロヴァ大学（アダナ）
  - アンカラ大学（教育学／文化研究）
  - ドクズ・エイリュール大学（イズミル）（法学）
  - チャナッカレ・オンセクズ・マート大学（教育学／文化研究）
  - T.C.イェディテペ大学（イスタンブール）（経済学）
- イスラエル
  - ベイト・バール単科大学
  - ハイファ大学（社会科学）
- キプロス
  - キプロス大学（ニコシア）（社会科学）
- ロシア
  - ウルヤノフスク大学
  - トヴェリ大学
  - ロモノソフ大学
  - サンクトペテルブルク大学（社会科学）
  - モスクワ州立国際関係研究所（法学）
  - ロシア科学アカデミー（ウラル支部）（物理学）
  - ロシア科学アカデミー金属物理学研究所（物理学）
  - バルカウ大学（生物学／化学）
  - アルタイ州立大学（バーナウル校）（生物学／化学）
- ラトビア
  - ラトビア大学（リガ）（物理学）
  - リガ情報システムマネジメント研究所（物理学）
  - リガ輸送・通信研究所（物理学）
- ルーマニア
  - バーベス・ボルヤイ大学（クルージュ・ナポカ）（物理学）
  - クルージュ・ナポカ工科大学（物理学）
- ハンガリー
  - アンドレシー・ギューラ・ドイツ語大学（法学）
  - 聖シュテファン大学（ブダペスト）（社会科学）
  - コルヴィヌス大学(ブダペスト)（社会科学）
- スロベニア
  - リュブリャーナ大学（教育学／文化研究）
- ポーランド
  - シレジア大学（カトヴィツェ）（物理学）
- フィンランド
  - ユヴァスキュラ大学
- スウェーデン
  - マルメ大学（社会科学）
- オランダ
  - トゥウェンテ大学
- スイス
  - ローザンヌ大学
- イタリア
  - トレント大学（人間科学）
  - シエーナ大学（人間科学）
  - ウルビノ大学（外国語／文学）
- スペイン
  - グラナダ大学（教育学／文化研究）
- フランス
  - アンジェ大学
  - アンジェ・カトリック大学
  - パリ第1大学（法学）
  - パリ第12大学（経済学）
  - ビジネス・観光政策マネジメントスクール（経済学、社会科学）
- イギリス
  - ハル大学
  - ケール大学
  - バーミンガム大学（経済学）
- モロッコ
  - モハメド1世大学（ウジダ）（外国語学・文学）
  - ムーレイ・イスマイル大学（文化／地球科学）
- ケニア
  - ケニヤッタ大学
- カメルーン
  - バメンダ科学・工学大学（人間科学）
- 南アフリカ
  - ネルソン・マンデラ・メトロポリタン大学
- ブラジル
  - リオ・グランデ大学
  - バヒア州立大学（人間科学）
- チリ
  - アドルフォ・イバネス大学
  - フロンテラ大学（人間科学）
- コスタリカ
  - コスタリカ大学
- メキシコ
  - グアダラハラ大学
  - クラウスト・デ・ソル・フアナ大学（外国語・文学）
- アメリカ合衆国
  - サウスウエスタン大学
  - ニューヨーク市立大学（オズウェゴー校）
  - エバンスビル大学
  - サウスフロリダ大学
  - 南インディアナ大学
  - ミシシッピ大学
  - バルドウィン・ヴァラス単科大学
  - アメリカン大学（ワシントン校）（外国語・文学）
  - ローワン大学（外国語・文学）
  - ブリュン・アシン単科大学（外国語・文学）
- カナダ
  - モントリオール大学
  - コンコルディア大学（モントリオール）
  - マックグリル大学（モントリオール）
  - シャブローク大学
  - シャブローク神学大学
  - ケベック大学
  - ラヴァル大学（ケベック市）
  - ビクトリア大学 (カナダ)
  - モントリオール政治学院
  - モントリオールビジネススクール
- オーストラリア
  - 中央クイーンズ大学（ロックハンプトン）
  - 西シドニー大学
- ニュージーランド
  - ワイカト大学（ハミルトン）

## その他
生活：主な学生寮は大学によって提供されている 。学生証は学生食堂カードを兼ねている。
交通：学生は学生証を提示し、オスナブリュック市内の公共交通機関、ドイツ鉄道の快速列車（レギオナルエクスプレス、略称：RE）普通列車（レギオナルバーン、略称：RB）を無料利用可能。ニーダーザクセン州内の都市の他、ハンブルク、リューベック、ブレーメン、マクデブルク、ミュンスター、カッセル、また、ヘンゲロー（オランダ）などの州外の都市にも無料で移動できる。
大学が留学生の学業、生活を全面的にバックアップしている。